# South Bank
South Bank is een plaats en civil parish in het bestuurlijke gebied Redcar and Cleveland, in het Engelse graafschap North Yorkshire met 7.800 inwoners.